# جاناتان (فیلم ۲۰۱۸)
جاناتان (به انگلیسی: Jonathan) یا همشکل (به انگلیسی: Duplicate) فیلمی محصول سال ۲۰۱۸ و به کارگردانی بیل اولیور است. در این فیلم بازیگرانی همچون انسل الگورت، سوکی واترهاوس، پاتریشا کلارکسون، مت بامر، داگلاس هاج و جو ایجندر ایفای نقش کرده‌اند.